# Hesperocyclops improvisus
Hesperocyclops improvisus – gatunek widłonoga z rodziny Cyclopidae. Nazwa naukowa tych skorupiaków została opublikowana w 1984 roku przez biologa Hansa-Volkmara Herbsta.